# Wuppertal-Nord

Karta över Kreuz Wuppertal-Nord

Kreuz Wuppertal-Nord (egentligen: Autobahnkreuz Wuppertal-Nord) är en motorvägskorsning nordost om Wuppertal. I korsningen möts vägarna A1, A43, A46 och B326. Korsningen är motorvägen A43 södra ände, motorvägen A46 ett uppehåll i korsningen. A1 fortsätter förbi utan något uppehåll. Det passerar i snitt 150 000 fordon per dygn år 2008.